# Pema Nyingche Wangpo
Taï Sitou Rinpoché
Situ Panchen Pema Kunzang Chogyal
Pema Nyingche Wangpo ((tibétain : པད་མ་ཉིན་བྱེད་དབང་པོ, Wylie : pad ma nyin byed dbang po, 1774 - 13 juin 1853) est un tulkou tibétain, 9e Taï Sitou Rinpoché, l'un des chefs spirituels les plus influents de la tradition karma-kagyu du bouddhisme tibétain et de la tradition kagyu en général.
Pema Nyingche Wangpo a reconnu Jamgon Kongtrul Lodrö Thayé comme étant le tulkou de Kongpo Bamteng (kong po bam steng sprul sku), qui est devenu le premier de la lignée de Jamgon Kongtrul Rinpoché.